# Regionalna nogometna liga BiH – Banja Luka 1990./91.
Regionalna nogometna liga Bosne i Hercegovine – Banja Luka (također navedena kao i "Regionalna nogometna liga BiH – Zapad") je bila liga petog stupnja nogometnog prvenstva Jugoslavije u sezoni 1990./91.  
 
Sudjelovalo je ukupno 16 klubova, a prvak je bio klub "Sloga" iz Trna. 
 
Liga je nastala kao zamjena za dotadašnju "Međuopćinsku ligu Banja Luka" (skupine "Zapad" i "Centar"), a kao šesti stupanj su formirane nove međuopćinske lige. 

## Sustav natjecanja
16 klubova je igralo dvokružnu ligu (30 kola), ali je tijekom sezone jedan klub odustao od natjecanja.  

## Ljestvica
| mj. | klub                          | ut.                         | pob.                        | ner.                        | (p-11m)                     | por.                        | gol+                        | gol-                        | bod                         |
| --- | ----------------------------- | --------------------------- | --------------------------- | --------------------------- | --------------------------- | --------------------------- | --------------------------- | --------------------------- | --------------------------- |
| 1.  | Sloga Trn                     | 28                          | 19                          | 4                           | (1)                         | 5                           | 45                          | 16                          | 39                          |
| 2.  | Šator Glamoč                  | 28                          | 16                          | 4                           | (2)                         | 8                           | 56                          | 31                          | 34                          |
| 3.  | Partizan Čelinac              | 28                          | 14                          | 4                           | (2)                         | 10                          | 56                          | 28                          | 30                          |
| 4.  | Berek Prijedor                | 28                          | 14                          | 3                           | (2)                         | 11                          | 63                          | 47                          | 30                          |
| 5.  | Omladinac Banja Luka          | 28                          | 12                          | 4                           | (3)                         | 12                          | 41                          | 41                          | 27                          |
| 6.  | Bratstvo Kozinci              | 28                          | 12                          | 4                           | (2)                         | 12                          | 34                          | 36                          | 26                          |
| 7.  | Laktaši                       | 28                          | 11                          | 4                           | (2)                         | 13                          | 30                          | 40                          | 24                          |
| 8.  | Bratstvo Orahova              | 28                          | 11                          | 3                           | (2)                         | 14                          | 31                          | 64                          | 24                          |
| 9.  | Lijevče Nova Topola           | 28                          | 11                          | 4                           | (1)                         | 13                          | 31                          | 40                          | 23                          |
| 10. | Obradovac Bosanska Gradiška   | 28                          | 10                          | 5                           | (3)                         | 13                          | 32                          | 45                          | 23                          |
| 11. | Jedinstvo (Prijedor – Tukovi) | 28                          | 9                           | 6                           | (4)                         | 13                          | 46                          | 42                          | 22                          |
| 12. | Mladost Zalužani              | 28                          | 10                          | 6                           | (2)                         | 12                          | 36                          | 33                          | 22                          |
| 13. | Sloga Srbac                   | 28                          | 10                          | 3                           | (2)                         | 15                          | 37                          | 50                          | 22                          |
| 14. | Omarska                       | 28                          | 9                           | 7                           | (4)                         | 12                          | 31                          | 53                          | 22                          |
| 15. | Rakovčani 79                  | 28                          | 9                           | 5                           | (1)                         | 14                          | 42                          | 45                          | 19                          |
|     | Mladost Kotor Varoš           | odustali u jesenskom dijelu | odustali u jesenskom dijelu | odustali u jesenskom dijelu | odustali u jesenskom dijelu | odustali u jesenskom dijelu | odustali u jesenskom dijelu | odustali u jesenskom dijelu | odustali u jesenskom dijelu |

- U slučaju neriješenog rezultata se izvodilo raspucavanje jedanaesterca te bi pobjednik dobio 1 bod, a poraženi u raspucavanju bi ostao bez bodova

## Rezultatska križaljka
| kratica | klub                          | BER | BRAK | BRAO | JED | LAK | LIJ | MLAZ | OBR | OMA | OML | PAR | RAK | SLOS | SLOT | ŠAT | MLAKV |
| --- | ----------------------------- | --- | ---- | ---- | --- | --- | --- | ---- | --- | --- | --- | --- | --- | ---- | ---- | --- | ----- |
| BER | Berek Prijedor                |     |      |      |     |     |     |      |     |     |     |     |     |      |      |     |       |
| BRAK | Bratstvo Kozinci              |     |      |      |     |     |     |      |     |     |     |     |     |      |      |     |       |
| BRAO | Bratstvo Orahova              |     |      |      |     |     |     |      |     |     |     |     |     |      |      |     |       |
| JED | Jedinstvo (Prijedor – Tukovi) |     |      |      |     |     |     |      |     |     |     |     |     |      |      |     |       |
| LAK | Laktaši                       |     |      |      |     |     |     |      |     |     |     |     |     |      |      |     |       |
| LIJ | Lijevče Nova Topola           |     |      |      |     |     |     |      |     |     |     |     |     |      |      |     |       |
| MLAZ | Mladost Zalužani              |     |      |      |     |     |     |      |     |     |     |     |     |      |      |     |       |
| OBR | Obradovac Bosanska Gradiška   |     |      |      |     |     |     |      |     |     |     |     |     |      |      |     |       |
| OMA | Omarska                       |     |      |      |     |     |     |      |     |     |     |     |     |      |      |     |       |
| OML | Omladinac Banja Luka          |     |      |      |     |     |     |      |     |     |     |     |     |      |      |     |       |
| PAR | Partizan Čelinac              |     |      |      |     |     |     |      |     |     |     |     |     |      |      |     |       |
| RAK | Rakovčani 79                  |     |      |      |     |     |     |      |     |     |     |     |     |      |      |     |       |
| SLOS | Sloga Srbac                   |     |      |      |     |     |     |      |     |     |     |     |     |      |      |     |       |
| SLOT | Sloga Trn                     |     |      |      |     |     |     |      |     |     |     |     |     |      |      |     |       |
| ŠAT | Šator Glamoč                  |     |      |      |     |     |     |      |     |     |     |     |     |      |      |     |       |
| MLAKV | Mladost Kotor Varoš           |     |      |      |     |     |     |      |     |     |     |     |     |      |      |     |       |
| |                               |     |      |      |     |     |     |      |     |     |     |     |     |      |      |     |       |
| podebljan rezultat - utakmice od 1. do 15. kola (1. utakmica između klubova) rezultat normalne debljine - utakmice od 16. do 30. kola (2. utakmica između klubova) rezultat nakošen - nije vidljiv redoslijed odigravanja međusobnih utakmica iz dostupnih izvora rezultat nakošen i smanjen * - iz dostupnih izvora nije uočljiv domaćin susreta prekrižen rezultat - poništena ili brisana utakmica p - utakmica prekinuta 3:0 p.f. / 0:3 p.f. - rezultat 3:0 bez borbe (_:_ 11 m) - rezultat u raspucavanju jedanaesteraca u slučaju neriješenog rezultata |                               |     |      |      |     |     |     |      |     |     |     |     |     |      |      |     |       |

 Izvori: 